# What Happened on Twenty-third Street, New York City
What Happened on Twenty-third Street, New York City ist ein Kurzfilm aus dem Jahr 1901. Regie führten George S. Fleming und Edwin S. Porter.

## Handlung
In der Twenty-third Street in New York City gibt es einige U-Bahnschächte, die von den meisten Passanten umgangen werden. Nach einiger Zeit gehen ein Mann und eine Frau über diese U-Bahnschächte und der Rock der Frau hebt sich ein kleines Stück nach oben. Dann gehen beide lachend weiter.

## Hintergrundinformationen
Der Film ist eine Mischung aus Dokumentarfilm und Komödie, hierbei wurden die Reaktionen der Passanten auf die neuen U-Bahnschächte dokumentiert. A.C. Abadie (1878–1950) arbeitete hauptsächlich als Kameramann für die Edison Manufacturing Company. Im Jahr 1903 übernahm er nochmals eine Filmrolle, er verkörperte den Sheriff in dem Film Der große Eisenbahnraub. Florence Georgie war nur für diesen Film tätig.